# قبعة الدب
قبعة الدب هي قبعة فروية طويلة، وعادة ما ترتدى كجزء من الزي العسكري الاحتفالي. تقليدياً، كانت قبعة الدب هي غطاء رأس رماة القنابل، ولا تزال تستخدم من قبل رماة القنابل والحراس في مختلف الجيوش.